# Belinda (cantante)
Belinda, all'anagrafe Belinda Peregrín Schüll (Madrid, 15 agosto 1989), è un'attrice e cantautrice spagnola naturalizzata messicana.
Figlia di José Ignacio Peregrín Gutiérrez e Belinda Schüll Moreno, a sua volta figlia del torero Pierre Schüll.
Comincia a recitare sin da piccola, in programmi televisivi. Nel 2002 firma il suo primo contratto discografico con Sony BMG e due anni più tardi lancia il suo album di debutto, Belinda, uno degli album più venduto da una solista adolescente in America Latina. Durante il suo primo decennio nell'industria musicale latina, Belinda diventa una figura di spicco nel latin pop e nella cultura popolare, grazie alla sua vita personale molto pubblicizzata. Canzoni come Boba niña nice e Angel diventano singoli dal successo internazionale. In quel periodo collabora con il gruppo Moderatto per la canzone Muriendo lento, che diventa uno dei singoli più venduti del 2000.
Nel 2006 lancia il suo secondo album Utopía, dal quale estrasse Luz sin gravedad e debutta al cinema, con il ruolo da protagonista nel film Disney per la televisione The Cheetah Girls 2. Nel suo secondo album Belinda, assume il controllo creativo ed è compositrice di tutti i suoi brani, e a oggi è considerato uno dei suoi migliori album. Due anni dopo torna in televisione con la telenovela Camaleones e lancia il singolo Sal de mi piel.
Nel 2010 pubblica il suo terzo album Carpe Diem dal quale estrae solo un singolo, Egoista, un duetto con il rapper Pitbull, e Dopamina, entrambi si posizionarono al primo posto in classifica su iTunes. Durante il 2010 Belinda soffre di una serie di problemi personali e legali che incidono seriamente sulla sua carriera, tanto da interrompere la promozione di Carpe Diem e di non cominciare il rispettivo tour.
Nel 2012 collabora con lo spagnolo Juan Magan per la canzone Te voy a esperar, che fu un singolo in Spagna. Nell'estate dello stesso anno mentre stava finendo di registrare il quarto album Catarsis, lancia il singolo En el amor hay que perdonar, che diventò uno dei singoli più richiesti alla radio. Alla fine dell'anno invece esce En la obscuridad, il secondo singolo estratto. Nel 2013 Belinda farà parte della giuria della versione in spagnolo del talent show americano The X Factor.
Fino ad oggi Belinda, ha venduto 16 milioni di dischi ed è considerata una delle maggiori esponenti del pop latino, tanto da essere chiamata Principessa del Pop Latino. Inoltre Belinda ha vinto moltissimi premi tra cui 3 MTV Video Music Awards Latin America, un Premio Lo Nuestro ed è stata nominata a premi prestigiosi come i Billboard Music Awards, TRL Awards e i Grammy Awards.

## Biografia
Belinda è nata il 15 agosto del 1989 a Madrid, da padre spagnolo, Ignacio Peregrín Gutiérrez, e madre ispano-francese, Belinda Schüll Moreno, figlia di Pierre Schüll, torero. Ha un fratello di nome Ignacio Peregrín. Lei e la sua famiglia si trasferirono a Città del Messico per motivi di lavoro, quando Belinda aveva solo 4 anni. Ha frequentato la scuola primaria nel "Colegio Miraflores" dove imparò fluentemente l'inglese. È sempre stata portata per la musica, infatti, prima di partecipare al provino per Amigos x siempre, che vinse, creava dei filmati in cui cantava e ballava con coreografia scritte da lei.

## Carriera

### 2000-2003: Gli esordi nel mondo dello spettacolo
Inizia la sua carriera nel 2000 recitando come protagonista nella sua prima telenovela chiamata Amigos x siempre insieme a Martin Ricca, per Televisa. Ha inoltre partecipato alla colonna sonora della serie, che fu certificata disco di platino in Messico, date le più di 250.000 copie vendute. Dopo il successo dell'album, nasce La ruta de la amistad, il tour della serie, e nello Stadio Azteca, fu girata la VHS del tour, ¡Amigos x siempre! en la ruta de la amistad. Per questo ruolo vinse il premio come Miglior artista rivelazione ai Premios TVyNovelas e la Palma d'Oro come Miglior attrice teenager. 

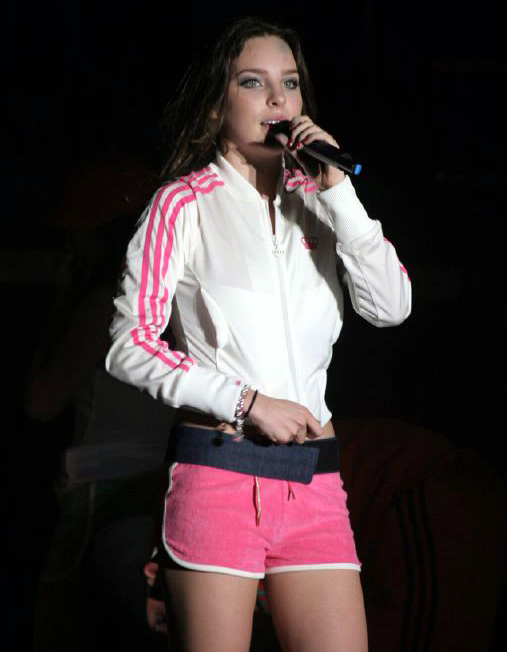
Belinda durante un suo concerto.

Nel 2001 partecipa alla sua seconda telenovela dal nome Aventuras en el Tiempo insieme a Christopher Uckermann, e insieme al cast registra la omonima colonna sonora, certificata doppio disco d'oro. Sempre con il cast registra il suo primo album dal vivo, intitolato Aventuras en el Tiempo en Vivo e il film del concerto Aventuras en el tiempo: El final en concierto, entrambi girati nel Parco Fundidora. Dato il successo della serie, Belinda e il cast partono in tour per il Messico.
Nel 2002 interpreta due ruoli simultaneamente nella serie Cómplices al Rescate, Mariana e Silvana, registrando due colonne sonore: Cómplices al rescate: Mariana e Cómplices al rescate: Silvana. Entrambe certificate disco di platino in Messico per più di 150.000 copie vendute ciascuna. Queste colonne sonore oltre a finire nella top 10 della categoria latin pop di Billboard, è anche causa della sua prima nomination ai Latin Grammy. Ad oggi, la colonna sonora ha venduto più di 1.600.000 copie nel mondo.

### 2003-2006:Belindae il successo internazionale
Il 5 agosto 2003, Sony BMG, lancia Belinda, il suo album di debutto, venduto in Latinoamerica, soprattutto in Messico, dentro l'album sono contenute canzoni famose come Lo siento, Boba niña nice, Ángel, Vivir e Be Free. L'album ha venduto più di 2.000.000 di copie nel mondo, diventando doppio disco di platino in Messico, e disco di platino negli Stati Uniti d'America.
Nel 2004 la canzone Vivir diventa la sigla della telenovela Corazones al limite, dove interpreta anche un piccolo ruolo. 
Belinda sempre nel 2004 collabora con il gruppo Kumbia Nings per la canzone Quién, cantata insieme a Pee Wee per l'album Fuego.
Uscirono anche tre ri-edizioni dell'album Belinda (Repackage), che includono No entiendo, duetto con il gruppo spagnolo Andy & Lucas, Belinda (Enchanted), che ha due remix e due video musicali, e Belinda: Edicion Especial che ha le 13 canzoni dell'album, le versioni acustiche, i remix e un DVD con dei videoclip.

Tra il 2004 e 2005 Belinda parte in tour, Fiesta en la Azotea che percorre l'America Latina, Spagna, USA, in questo tour batte il record di 12 sold-out all'Auditorio Nacional, e di aver riunito 120.000 persone nel Zocalo de la Ciudad de Mexico. 

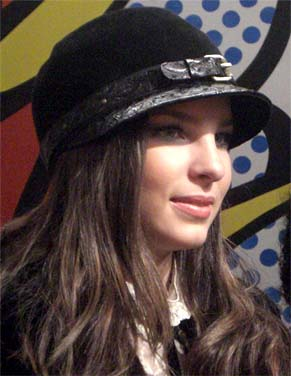
Belinda attualmente vive a Città del Messico.

Nel 2005, uscì il DVD Fiesta en la Azotea, replica di uno dei suoi multipli concerti all'Auditorio Nacional, superando velocemente le 100.000 copie, certificando il disco platino e oro.
In questo periodo Belinda è anche testimonial di multinazionali come Coca-Cola, Telcel, Zapatos Andrea, Mattel, Office Depot, ha partecipato alla sfilata di moda primavera/estate della collezione Prét-à-porter di Chanel, insieme ad altre celebrità.
Nel marzo 2006, Belinda recita per Disney Channel, nel film Disney per la televisione, The Cheetah Girls 2, interpretando Marisol, è il primo ruolo in inglese di Belinda. Nel film ha recitato insieme a Raven-Symoné, Adrienne Bailon, Kiely Williams e Sabrina Bryan. Il film esce nei cinema il 25 agosto 2006 e accumulò 8.100.000 di spettatori. Belinda contribuì anche alla colonna sonora cantando A La Nanita Nana, Amigas Cheetahs, Dance With Me e Why Wait. La colonna sonora, lanciata il 15 agosto 2006, debuttò in quinta posizione nella Billboard 200 vendendo 1.400.000 di copie negli USA, diventando così disco di platino.
Nel 2006 conduce il programma televisivo di MTV Los 100 videos mas pop de MTV, una classifica in cui si elencavano i 100 videoclip musicali pop più belli.
Il 3 ottobre 2006 Belinda lancia il suo secondo album, chiamato Utopía, con la casa discografica EMI Music. L'album fu registrato a Los Angeles e vanta di collaborazioni con vari compositori e produttori dell'industria musicale come Jimmy Harry, Lester Méndez, Kiara DioGuardi e Greg Wells. Il primo singolo estratto è Ni Freud ni tu mama, seguito da Bella Traicion, Luz sin gravedad e Alguien màs. L'album fu certificato disco di platino in Messico.

### 2007-2010:UtopíaeCarpe Diem
Durante la realizzazione di Utopía, è stato realizzato un reality show di tre episodi dal titolo Belinda, buscando Utopía, e mostra la preparazione, la registrazione di Utopia e l'inizio del tour omonimo. 
Nell'aprile 2007 interpreta la canzone Muchachitas, originariamente di Lorena Tassinari, per la telenovela Muchachitas como tu, contenuta anche nella colonna sonora omonima. Inoltre appare anche in due episodi di Il mondo di Patty duettando con Laura Esquivel la canzone Sueno de amor.
Belinda sempre nel 2007 inoltre è stata testimonial di Dolce & Gabbana, Vianney e Coca-Cola e di Rockola Coca-Cola; ha partecipato al MTV Day Espana e al Super Bowl, tra l'altro lei è stata l'unica artista femminile latina a partecipare all'evento.

Nel 2007 co-conduce insieme a Jaime Camil e Angélica Vale della quarta edizione dei Premios Juventud per la catena Univision. Nel settembre 2007, registra la canzone principale Debo Saber, del film Barbie principessa dell'isola perduta, girando anche il videoclip contenuto nell'edizione speciale del DVD del film. Il 25 settembre 2007, lancia il disco Utopía 2 (Special Edition/Enchanced), edizione speciale del primo disco, dove si può trovare un DVD con del materiale inedito della cantante. L'edizione speciale è uscita solo negli Stati Uniti e America latina, ed è stato estratto il singolo Es de verdad. Alla fine dell'anno partecipa all'album natalizio Navidad con amigos con il brano Rodolfo el reno de la nariz roja, girando anche il videoclip. 

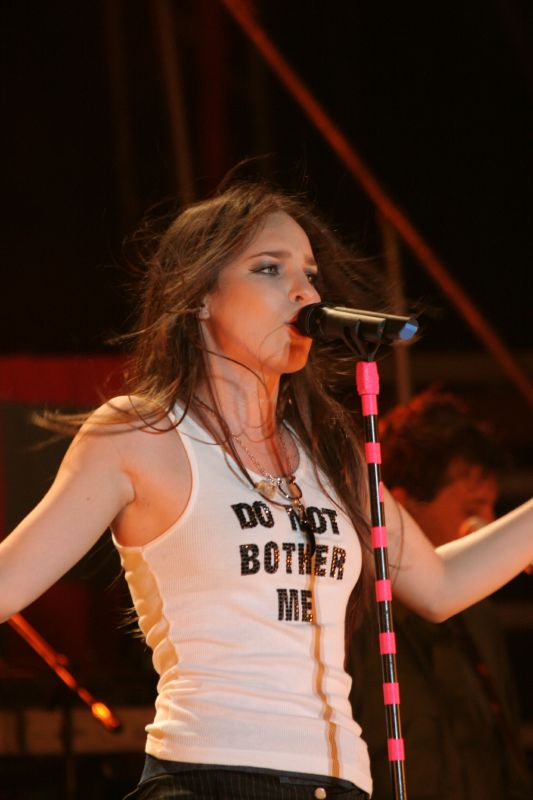
Belinda in concerto nel 2007.

Tra la fine del 2007 e l'inizio del 2008, estrae i singoli If We Were e See A Little Light per Stati Uniti e Europa per promuovere l'edizione internazionale di Utopía. Il successo dei singoli le valse una nomination come Miglior artista rivelazione ai TRL Italia. Belinda partì in tour per promuovere Utopía, e lo divise in due parti, Utopía 2007 e Utopía 2008, toccando le principali città del Messico, Ecuador, Guatemala, Puerto Rico, Argentina, Spagna, Venezuela, Repubblica Dominicana, Perù, Colombia, El Salvador, Honduras, Panamà e Costa Rica.

Nel 2008 Belinda partecipa alla versione spanglish e acustica di Te Quiero de Nigga, contenuta nell'album Romantic Style In Da World del cantante. Filmò anche il videoclip della canzone che uscì il 13 maggio 2008. Durante la promozione di Utopia in Europa, registrò insieme ai Finley la canzone Your Hero, versione in inglese di Ricordi, brano presentato al Festival di Sanremo dal gruppo, con cui Belinda si esibì durante la manifestazione.

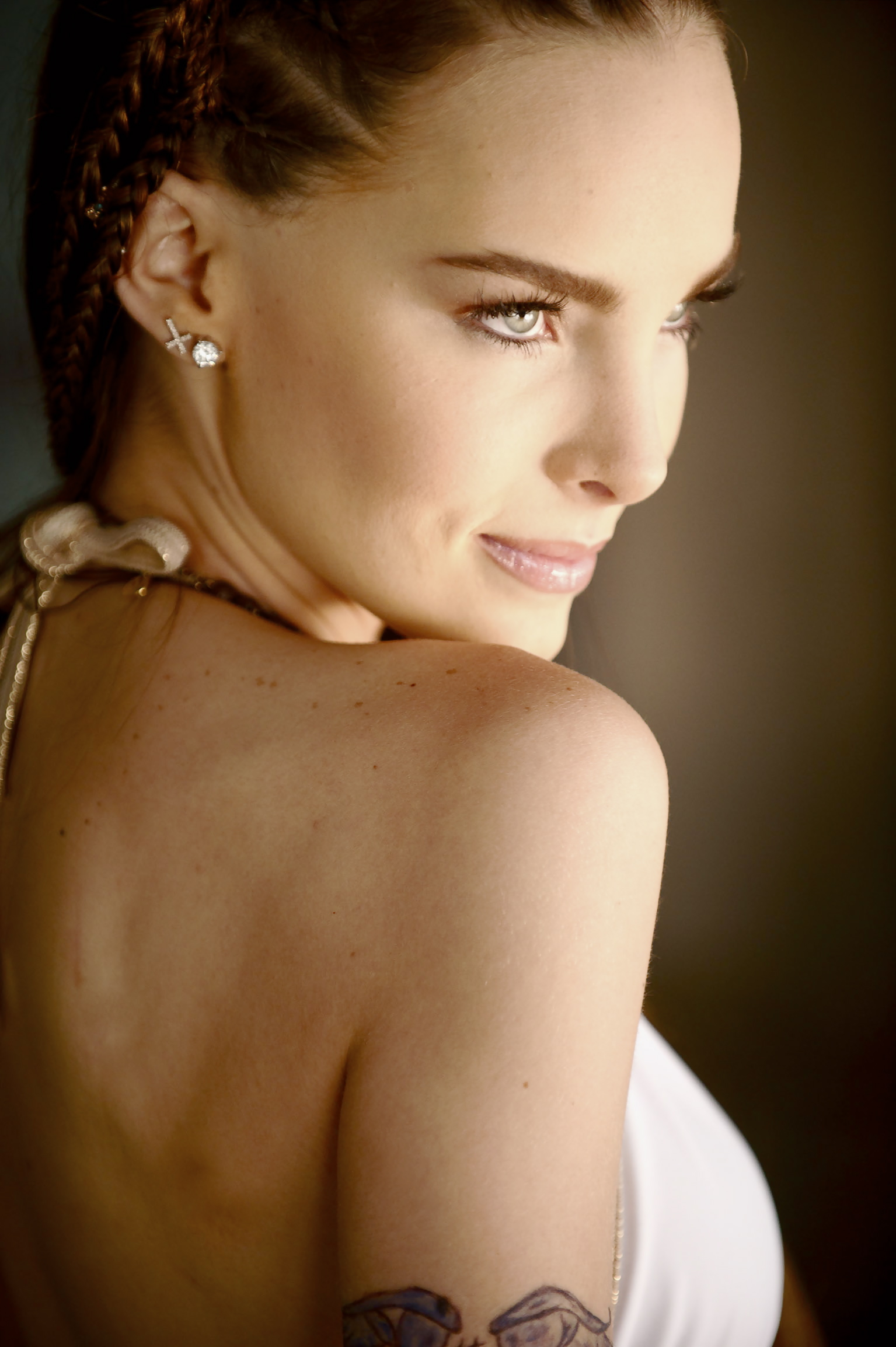
Belinda durante il photoshoot di Carpe Diem.

Il 18 agosto 2009, viene lanciato un singolo simultaneamente nelle radio del Messico, Argentina e Stati Uniti d'America, chiamato Sal de mi piel, sigla della telenovela Camaleones.
Nel febbraio e marzo 2010, incide insieme a vari artisti latini, Somos el Mundo, Ay Haiti e Que Cante la Vida, per aiutare le vittime del terremoto di Haiti e del terremoto del Cile accaduti tutti nel 2010.
Il 23 marzo 2010, pubblica ufficialmente il suo terzo album discografico, Carpe Diem in Messico, Stati Uniti d'America, Spagna e Regno Unito, con le case discografiche EMI e Capitol. Carpe Diem è stato registrato a Los Angeles, Miami e anche in Svezia. Il primo singolo estratto, Egoista, lanciato l'8 febbraio 2010 nelle stazioni radio, è un duetto con il rapper Pitbull. Egoista si classifica ai primi posti delle classifiche del paese, e il disco riceve il disco d'oro per le più di 30.000 copie vendute in Messico.
Alla metà di agosto, pubblica ufficialmente Dopamina come secondo singolo e sempre ad agosto pubblica il videoclip di Lolita, sigla della telenovela di MTV Ninas Mal. Alla fine del mese viene incoronata regina del Festival Peachtree Latino nel suo decimo anniversario, ad Atlanta, Georgia.

### 2011-presente: Catarsis e la nuova principessa del pop latino
Nel 2011 è la protagonista del suo reality show, Belinda, un reality sobre mi vida per Cosmopolitan Television, con 13 episodi che trattano le sue amicizie, il suo lavoro e la sua famiglia.
Il 2 luglio 2013 Belinda con la Capitol e la Universal Music, pubblica il suo quarto album, Catarsis, per la quale la cantante aveva lavorato per più di un anno a Miami, negli Stati Uniti d'America. Il primo singolo estratto è En El Amor Hay Que Perdonar, che viene pubblicato il 19 giugno 2012, preceduto su Twitter dall'hashtag da lei coniato, #BelindaJunio19, in pochi giorni diventa uno dei brani più richiesti dalle radio messicane, il 17 giugno sul canale YouTube della cantante viene caricato un video lyrics della canzone, mentre il video ufficiale viene pubblicato sul canale VEVO della cantante il 17 agosto 2013, e in un anno ha raggiunto quasi 9.000.000 di visualizzazioni.
Il secondo singolo estratto è En La Obscuridad, pubblicato il 12 novembre 2012, e subito debutta nella top 10 negli USA, Messico e Spagna. Il videoclip viene caricato il 21 febbraio 2013, sul canale VEVO di Belinda (belindavevo), e una settimana dopo diventa il video più visto di Belinda, con più di 100.000.000 visualizzazioni in pochi mesi, ricevendo la certificazione di VEVO. Il video viene però eliminato da YouTube, ma sempre disponibile su VEVO.
Durante la fine di febbraio 2013, esce Costantemente mia, un featuring tra il trio italiano Il Volo e Belinda, estratto dall'album Màs Que Amor. Nel 2013, Belinda entra a far parte della giuria della versione spagnola del talent show statunitense X Factor, dove presenta anche Nada, il terzo singolo estratto, che esce il 5 luglio 2013 alla radio, e in download digitale. La canzone debutta subito nella top 10 messicana.

## Stile artistico

### Musica e voce
Il genere musicale di Belinda è il pop, anche se ha avuto importanti cambiamenti nel suo percorso discografico. Il suo primo album (Belinda) era completamente pop rock, con Utopía, divenne più maturo sia come musica che come testi. Con Carpe Diem, vuole dimostrare la sua maturità artistica, con brano allegri, positivi e ballabili.
L'entrata nel rock di Belinda parte dal brano Muriendo lento, un duetto con i Moderatto.

### Influenze
In diverse interviste Belinda ha dichiarato che nonostante la sua musica sia pop, le sue influenze provengono dal rock. Gruppi messicani come Zoé, Café Tacuba hanno influenzato la sua musica, così come gli argentini Babasonicos e Gustavo Cerati. Nella scena internazionali le sue influenze vengono dalla band inglese Coldplay, Nine Inch Nails, Pink Floyd e Joy Division e molti altri. Ha anche influenzato la sua musica Billie Holiday e Édith Piaf, oltre che la famosa Pink.

## Filantropia
Belinda è anche una filantropa, ha contribuito a diverse opere umanitarie e di carità. Una delle principali cause che ha appoggiato è stata la lotta contro il cancro infantile. In molte occasioni ha visitato i bambini intrattenendoli con canzoni e regalandogli oggetti. Nel maggio 2011 insieme ad altre celebrità dal mondo dello spettacolo, politici, e sportivi, partecipa alla giornata annuale de Osos Fredo, consiste nel fabbricare degli orsacchiotti e dipingerli, per poi vendergli per aiutare, tramite l'associazione Caritas Felices, i bambini malati di cancro.
Nel 2010, insieme ad altri artisti latini, ha inciso dei brani per beneficenza, Somos el mundo, Ay Haiti e Que cante la vida, per aiutare i terremotati di Haiti e del Cile, donando i soldi guadagnati per la ricostruzione.

## Altri lavori

### Composizione
Belinda oltre a cantare, ha composto molte sue canzoni, soprattutto nell'album di debutto. Ha composto interamente Be Free e ha partecipato al resto delle canzoni dell'album. In Utopía fu la compositrice di tutti i brani dell'album, e in Carpe Diem, si definì come autrice e co-compositrice della musica. Compreso Sal de mi piel, un brano che inizialmente aveva composto per il gruppo RBD, ma finì per inciderlo lei stessa.

### Produzione e direzione
Più volte Belinda ha dichiarato che le piacerebbe diventare produttrice per dirigere i videoclip degli altri artisti, come produttrice, fu accreditata produttrice esecutiva dell'album Carpe Diem, poi fu coordinatrice di Utopía e Carpe Diem, e ha diretto e prodotto i video di Egoista e Dopamina.

### Moda
Oltre a lavorare come attrice e cantante, ha lavorato anche come modella. 
Nel 2005 presenta Fashionista, insieme ad altri artisti latini, in cui raccontano e presentano le ultime tendenze dai grandi marchi di moda, per i giovani latini. Nel 2007 sfila per la collezione Pret-à-porter di Chanel e nel 2011 diventa testimonial della linea Rojo Bosque Encantado di Annie Lask, ispirata a Cappuccetto Rosso.
È stata sulla copertina di riviste di moda al livello di Seventeen, InStyle, Glamour, Elle, Caras, Gente, Quién, Fernanda, Nylon, Cosmopolitan, Nueva, Ultima moda, Ohm, SkyView, Eres, Eve, Ventitantos e molte altre. Fu nominata una delle 50 donne più belle del mondo dalla rivista People en Espanol nell'estate 2010.

## Filmografia

### Attrice

#### Cinema
- Baywatch, regia di Seth Gordon (2017)

#### Televisione
- Aventuras en el tiempo – telenovela (2001)
- Amigos X Siempre – telenovela (2002)
- Cómplices al rescate – telenovela (2002)
- Bakán (BKN) – telenovela (2004)
- Corazones al limite – telenovela (2004)
- Diario de Belinda y Moderatto – reality show (2005)
- Cheetah Girls 2 (The Cheetah Girls 2), regia di Kenny Ortega – film TV (2006)
- Il mondo di Patty (Patito Feo) – telenovela, 2 episodi (2007-2008)
- Belinda, buscando utopía – reality show (2007)
- Carmaleones – telenovela (2009)
- Mujeres asesinas – telenovela, 1 episodio (2010)
- Belinda, un reality sobre mi vida – reality show (2011)
- El X-Factor – talent show (2013)
- Benvenuti a Eden (Bienvenidos à Eden) – serie tv (2022-2023)

### Doppiatrice
- Barbie principessa dell'isola perduta (Barbie as the Island Princess), regia di Greg Richardson (2007) – Sara Lavrof
- Le avventure del topino Despereaux (Despereaux: Un pequeño gran héroe), regia di Sam Fell e Robert Stevenhagen (2008) – Principessa Pea
- Le avventure di Taddeo l'esploratore (Tadeo El Explorador Perdido), regia di Enrique Gato (2013) – Principessa Rosella

## Doppiatrici italiane
Nelle versioni in italiano delle opere in cui ha recitato, Belinda è stata doppiata da:
- Alessia Amendola in Cheetah Girls 2
- Rosanna Nunez Veracierta in Baywatch
- Anna Maria Laviola in Benvenuti a Eden

## Discografia
- 2003 - Belinda
- 2006 - Utopía
- 2010 - Carpe Diem
- 2013 - Catarsis

## Tour
- Ruta de la Amistad (2000)
- Aventuras en el Tiempo (2001)
- Tour 2002 de Belinda (2002)
- Tour Fiesta en la Azotea (2004-2005)
- Tour Utopía (2007-2008)
- Tour Catarsis (2013)

### Altri tour e festival
Si tratta di tour in cui la cantante ha partecipato ad una o più tappe.
- Rockola Coca-Cola 2005 (2005)
- Rockola Coca-Cola 2007 (2007)

## Premi e riconoscimenti
Premios TVyNovelas
- 2000 - Vinto - Miglior rivelazione infantile - Amigos x siempre
- 2005 - Nomination - Miglior canzone di telenovela - Vivir (Corazones al limite)

Palma d'Oro
- 2000 - Vinto - Miglior attrice infantile - Amigos x siempre

Premios Eres
- 2001 - Vinto - Miglior cantante e attrice - Amigos x siempre

Premios Oye!
- 2002 - Nomination - Miglior solista - Cómplices al rescate: Mariana
- 2004 - Vinto - Miglior solista femminile - Belinda[14]
- 2004 - Nomination - Album dell'anno - Belinda
- 2004 - Nomination - Video dell'anno - Ángel
- 2005 - Vinto - Cancion dell'anno - Muriendo lento
- 2005 - Nomination - Video dell'anno - Muriendo lento
- 2007 - Vinto - Miglior solista femmina - Utopia
- 2007 - Nomination - Miglior concerto basico 40 - Utopia
- 2012 - Nomination - Premio sociale alla musica - Gaia

Latin Grammy
- 2002 - Nomination - Miglior album per bambini - Cómplices Al Rescate[15]
- 2007 - Nomination - Canzone dell'anno - Bella traición
- 2007 - Nomination - Miglior album pop femminile - Utopia

Premios Eres Niños
- 2002 - Vinto - La mega attrice - Cómplices al rescate[16]
- 2002 - Vinto - La più intonata - Cómplices al rescate[16]

Premios Tu Música
- 2003 - Vinto - Rivelazione femminile - Belinda

Billboard Latin Music Awards
- 2004 - Nomination - Miglior disco pop femminile - Belinda[17]

MTV Latin Music
- 2004 - Nomination - Miglior artista messicana - Belinda
- 2004 - Vinto - Miglior artista nuovo Messico - Belinda[18]
- 2005 - Nomination - Miglior artista pop - Belinda
- 2005 - Nomination - Miglior artista femminile - Belinda
- 2007 - Vinto - Miglior artista solista - Utopia
- 2007 - Nomination - Miglior artista pop - Utopia
- 2007 - Nomination - Miglior artista del nord - Utopia
- 2007 - Nomination - Artista dell'anno - Utopia
- 2007 - Vinto - Video dell'anno - Bella Traición
- 2007 - Nomination - Fashionista - Sé stessa

Premio Lo Nuestro
- 2007 - Nomination - Video dell'anno - Ni Freud Ni Tu Mamá
- 2008 - Vinto - Artista pop femminile dell'anno - Utopía
- 2011 - Vinto - Video dell'anno - Egoísta
- 2012 - Nomination - Video dell'anno - Dopamina

Premios Juventud
- 2005 - Nomination - Il miglior duetto - Muriendo lento (con Moderatto)
- 2007 - Nomination - Artista rock preferito - Utopia
- 2008 - Nomination - Miglior artista pop - Utopia
- 2008 - Nomination - Miglior artista rock - Utopia
- 2010 - Nomination - Romanzi più hot - Cultura popolare
- 2010 - Vinto - Combinazione perfetta - Somos el Mundo
- 2010 - Vinto - Il miglior vestito - Sé stessa
- 2012 - Nomination - Ragazza che mi toglie il sonno - Camaleones
- 2012 - Vinto - Voglio vestirmi come lei - Sé stessa

Premios Orgullosamente Latino
- 2007 - Nomination - Solista latina dell'anno - Utopia
- 2008 - Nomination - Solista latina dell'anno - Utopia

Premios Principales España
- 2007 - Nomination - Miglior artista internazionale - Utopia
- 2007 - Nomination - Miglior artista messicano - Utopia
- 2008 - Nomination - Miglior artista internazionale - Utopia
- 2008 - Nomination - Miglior canzone internazionale - Bella traición
- 2010 - Vinto - Miglior videoclip - Ay Haiti
- 2012 - Nomination - Miglior canzone - Te Voy a Esperar

TRL Awards
- 2007 - Nomination - Ragazza dell'anno - Utopia
- 2007 - Nomination - You Complete Me Awards - Utopia
- 2007 - Nomination - Should Have DVR'D It Awards - Utopia

TRL Italia
- 2008 - Nomination - Best New Artist - Utopia

Premio de la Gente
- 2007 - Vinto - Miglior artista nuova generazione dell'anno - Utopia

Premios Terra
- 2007 - Vinto - Migliore canzone dell'anno - Bella Traición
- 2007 - Nomination - Miglior rivelazione dell'anno - Utopia

BMI Latin Music Awards
- 2009 - Vinto - BMI Award for Best Song - Bella Traición

Kids' Choice Awards México
- 2010 - Nomination - Personaggio femminile preferito di una serie - Camaleones
- 2013 - Nomination - Solista latino preferito - Catarsis
- 2013 - Nomination - Doblaje Favorito en Pelicula - Tadeo, El Explorador Perdido

Premios Monitor Latino
- 2010 - Nomination - Colaboracion Especial - Egoísta

Premios People en Espanol
- 2010 - Nomination - Miglior attore/attrice giovanile - Camaleones
- 2010 - Nomination - Miglior duetto - Camaleones
- 2010 - Vinto - Album dell'anno - Carpe Diem
- 2010 - Nomination - Miglior cantante o gruppo pop - Carpe Diem
- 2010 - Nomination - Miglior canzone dell'anno - Egoísta
- 2010 - Vinto - Video dell'anno - Egoísta
- 2010 - Nomination - Cover dell'anno - Somos el Mundo
- 2011 - Nomination - Miglior video dell'anno - Dopamina
- 2012 - Vinto - Ritorno dell'anno - Catarsis
- 2012 - Nomination - Regina di Facebook - Sé stessa

Premios Telehit
- 2010 - Vinto - Artista giovanile dell'anno - Carpe Diem

Premios Top Glamour
- 2010 - Vinto - Cantante femmina - Carpe Diem

Premios Quiero
- 2010 - Nomination - Miglior video femminile - Egoísta
- 2011 - Nomination - Miglior video femminile - Dopamina
- 2012 - Vinto - Miglior video femminile - En El Amor Hay Que Perdonar
- 2012 - Nomination - Miglior video pop - En El Amor Hay Que Perdonar
- 2013 - Da assegnare - Miglior video melancolico - Costantemente Mia
- 2013 - Da assegnare - Miglior video pop - En La Obscuridad

Premios Shock
- 2011 - Nomination - Miglior canzone di un film o serie TV - Lolita

Premios Texas
- 2012 - Nomination - Miglior artista femminile - Catarsis

Premios Celebrity E!
- 2012 - Nomination - Celebrità dell'anno - Catarsis

Premios Goya
- 2013 - Nomination - Miglior canzone originale - Te Voy a Esperar

MTV Millenial Awards
- 2013 - Nomination - Sniper dell'anno - Sé stessa
- 2013 - Vinto - Torta dell'anno - Sé stessa

Latin Music Italian Awards
- 2013 - Nomination - Miglior artista femminile
- 2013 - Vinto - Miglior Album Latino - Catarsis
- 2013 - Vinto - Miglior Video Latino femminile - En La Obscuridad
- 2013 - Vinto - Miglior artista Latino su Instagram
- 2013 - Vinto - Miglior Fan Club
- 2014 - Nomination - Miglior artista femminile
- 2014 - Nomination - Miglior Video Latino femminile
- 2014 - Nomination - Miglior canzone latina dance
- 2014 - Nomination - Miglior artista Latino su Instagram
- 2014 - Nomination - Miglior Fan Club
- 2014 - Nomination - Artist Saga